# Hamadryas epinome
Espèce
Hamadryas epinome est une espèce de lépidoptères (papillons) de la famille des Nymphalidae, de la sous-famille des Biblidinae et du genre Hamadryas.

## Dénomination
Hamadryas epinome a été décrit par Cajetan Freiherr von Felder et Rudolf Felder en 1867 sous le nom initial d' Ageronia epinome.
Synonymes : Ageronia fall Staudinger, 1886 ; Ageronia epinome florentia Fruhstorfer, 1916 ; Ageronia epinome aldrina Martin, [1923] ; Peridromia epinome argentina Bryk, 1953.

### Nom vernaculaire
Hamadryas epinome se nomme Epinome Cracker en anglais.

## Description
Hamadryas epinome est un papillon aux ailes antérieures à bord costal bossu et bord externe concave, au dessus marbré de beige, de vieux rose, de bleu-gris et de blanc avec une ligne submarginale d'ocelles cernés de gris et pupillés, complète aux ailes postérieures, uniquement de trois ocelles vers l'apex aux ailes antérieures. Une marque rouge en croissant est visible au 1/3 du bord costal des ailes antérieures.
Le revers des ailes antérieures présente une partie basale blanche et le reste de couleur marron suffusé de vert très largement taché de blanc. Les ailes postérieures sont blanches avec uniquement la marge marron taché de blanc et une ligne submarginale de cercles foncés.

## Biologie

### Plantes hôtes
Les plantes hôtes des chenilles des Hamadryas sont des Euphorbiaceae.

## Écologie et distribution
Hamadryas epinome est présent en Bolivie, au Paraguay, en Argentine et au Brésil.

### Protection
Pas de statut de protection particulier.